# Baragho
Baragho est une localité située dans le département de Komki-Ipala de la province du Kadiogo dans la région Centre au Burkina Faso.  En 2006, cette localité comptait 1 772 habitants dont 55,6 % de femmes.